# Heinrich Lanz AG

Firmenlogo der Heinrich Lanz AG

Späteres Firmenlogo

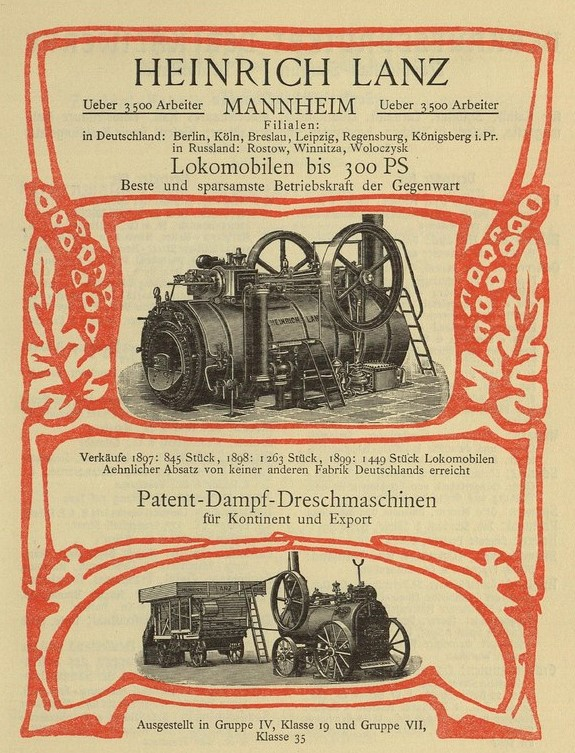
Präsentation für die Weltausstellung Paris 1900

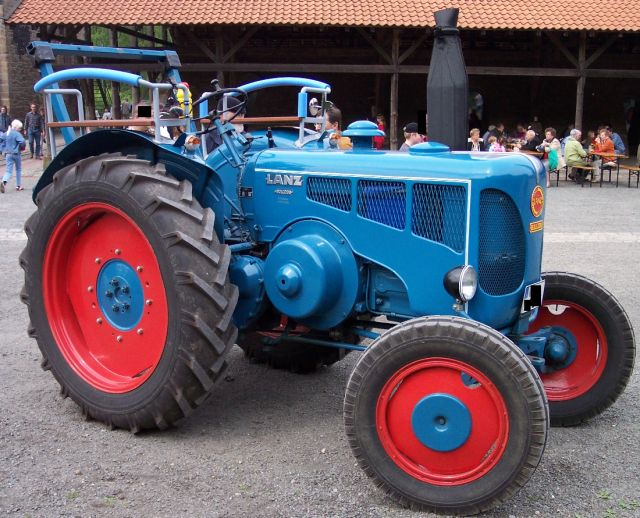
Lanz Bulldog D4016, Bj. 1957–60, Volldiesel, 40 PS, Hubraum: 4.222 cm³ Einzylinder-Zweitakt-Mitteldruckmotor

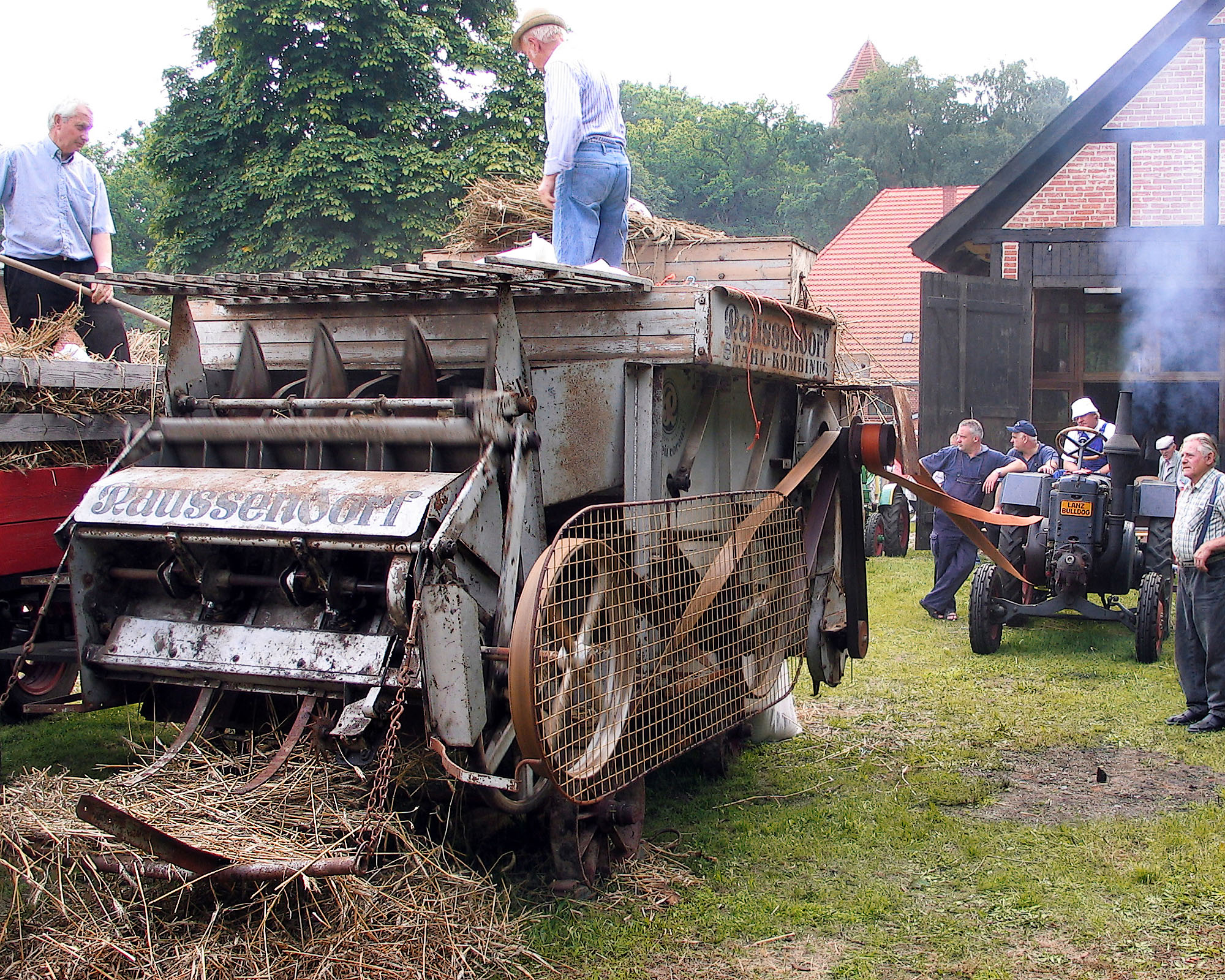
Alte Dreschmaschine angetrieben von einem Lanz-Bulldog

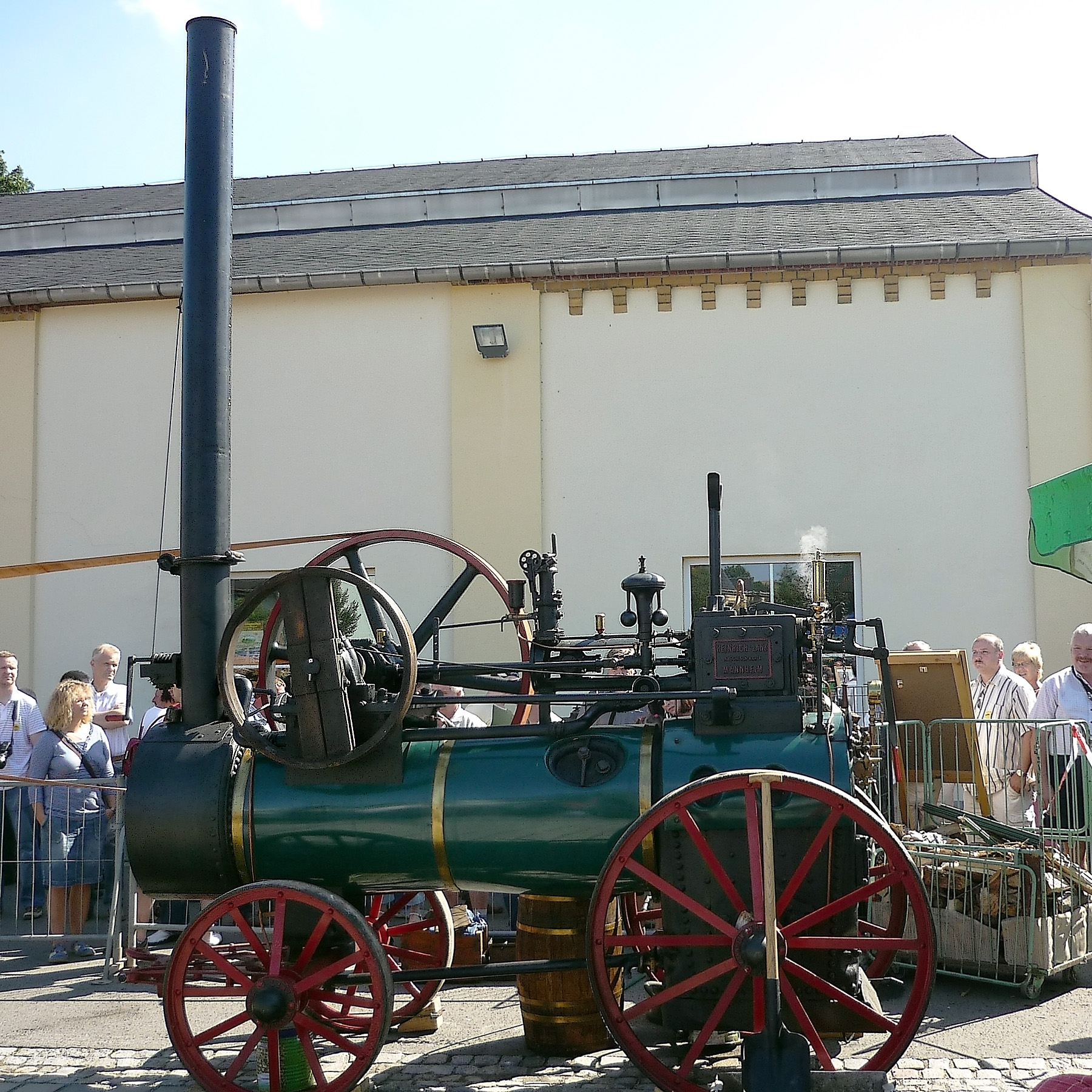
Lanz-Dampfmaschine von 1911 auf dem 12. Bulldogtreffen in Burkhardtsdorf

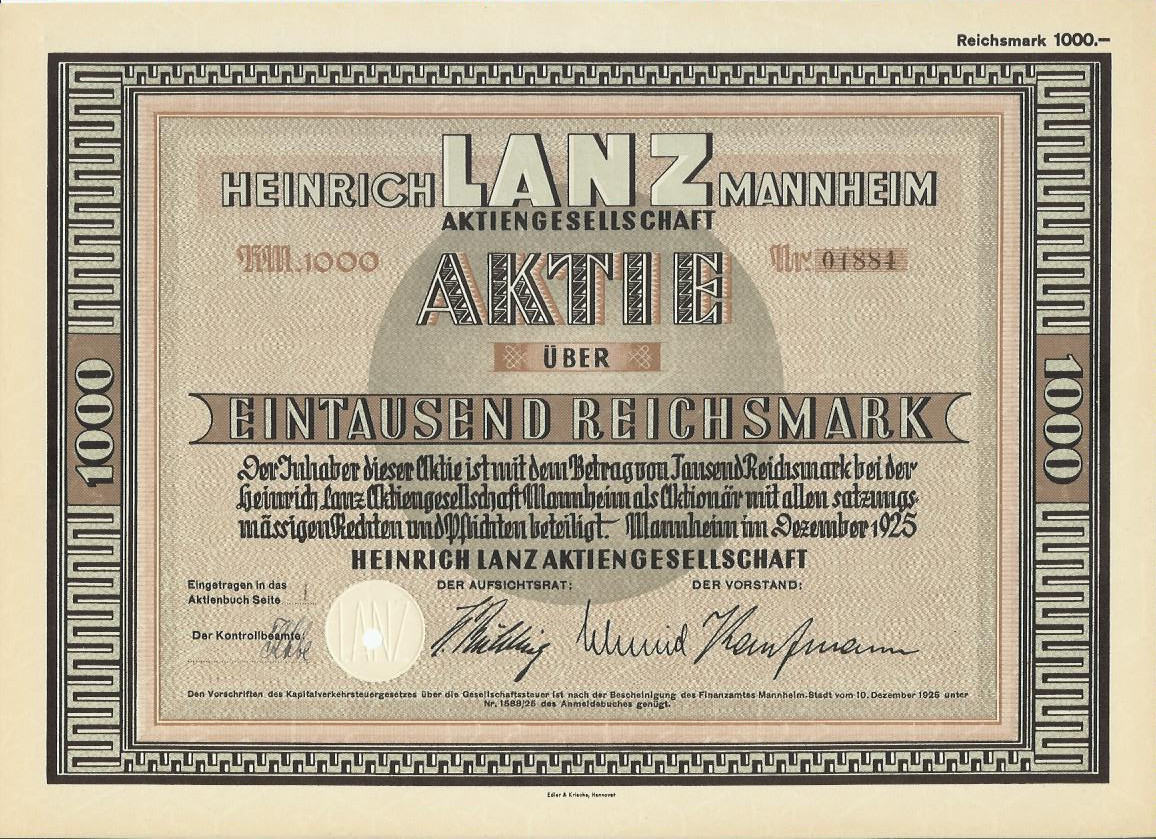
Aktie der Heinrich Lanz AG über 1000 RM von 1925

Die Heinrich Lanz AG in Mannheim war ein deutscher Landmaschinenhersteller. Die Aktienmehrheit des 1859 gegründeten Unternehmens wurde 1956 vom US-amerikanischen Landmaschinenhersteller John Deere übernommen. Der Verkaufsname „Bulldog“ der von Lanz zwischen 1921 und 1960 hergestellten Ackerschlepper wurde zum synonymen Gattungsnamen für Traktoren aller Anbieter.  Seit 1967 verwendet John Deere  die Marke „Lanz“ nicht mehr für Produkte seiner deutschen Tochtergesellschaft, im gleichen Jahr wurde der Zusatz auch aus ihrem Firmennamen entfernt.

## Geschichte

### 1859 bis 1918
Heinrich Lanz begann 1859 mit dem Vertrieb und der Entwicklung landwirtschaftlicher Maschinen. Nach dem Eintritt von Heinrich Lanz in den väterlichen Betrieb in Mannheim importierte das Unternehmen landwirtschaftliche Maschinen wie Göpel, Futterschneidmaschinen und Dreschmaschinen und reparierte sie, bevor die eigene Herstellung begann. So wurden 1878 die ersten Lokomobile gefertigt. Sie hatten noch einen stehenden Kessel und einen Arbeitsdruck von 3,43 bar (= 2,5 atü). Damit leisteten sie 2,5 DIN-PS (1,8 kW). Außerdem stellte Lanz Langstroh-Pressen und Selbstbinder-Pressen her.

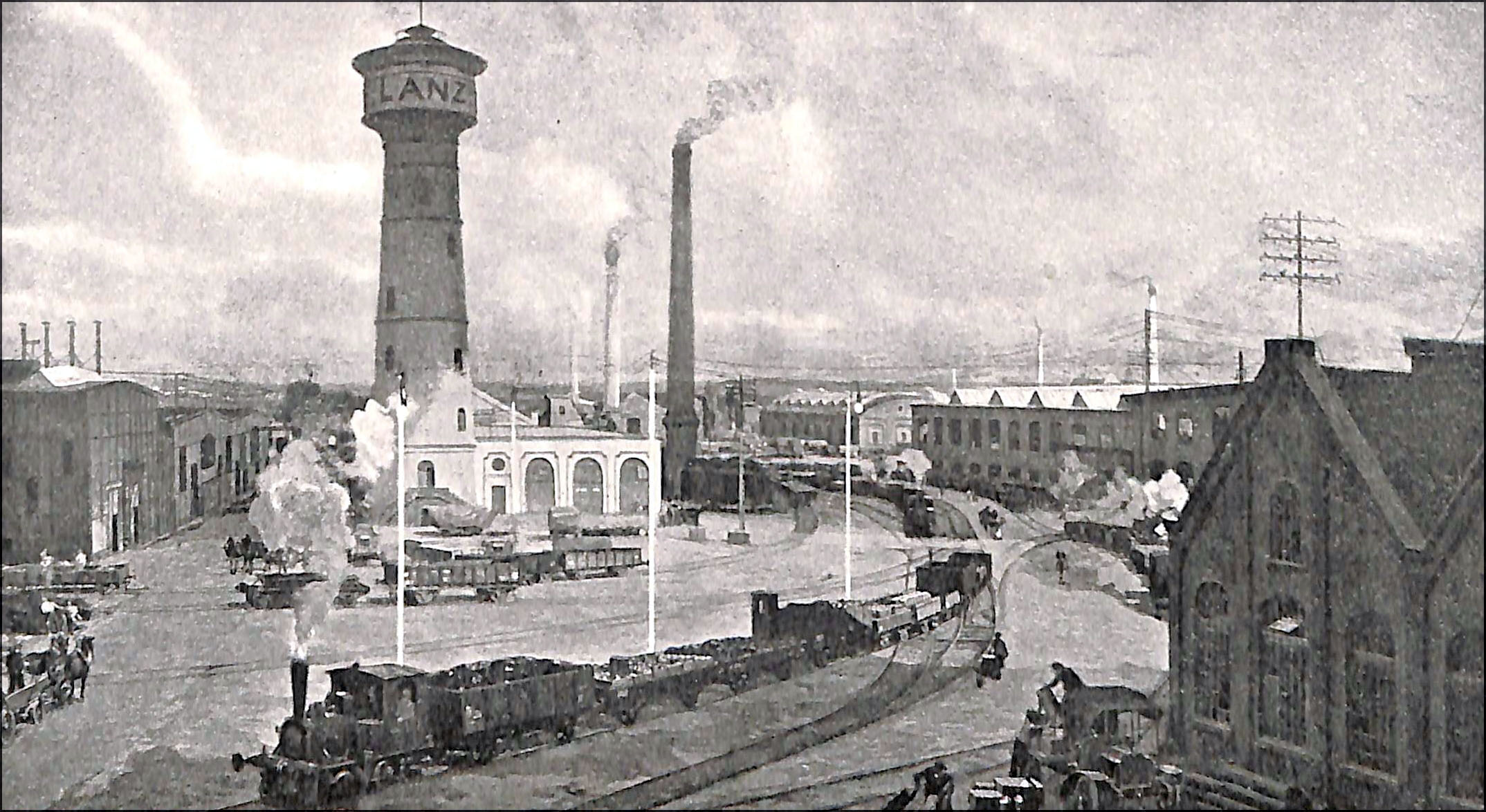
Ansicht der Lanz-Werke (um 1910)

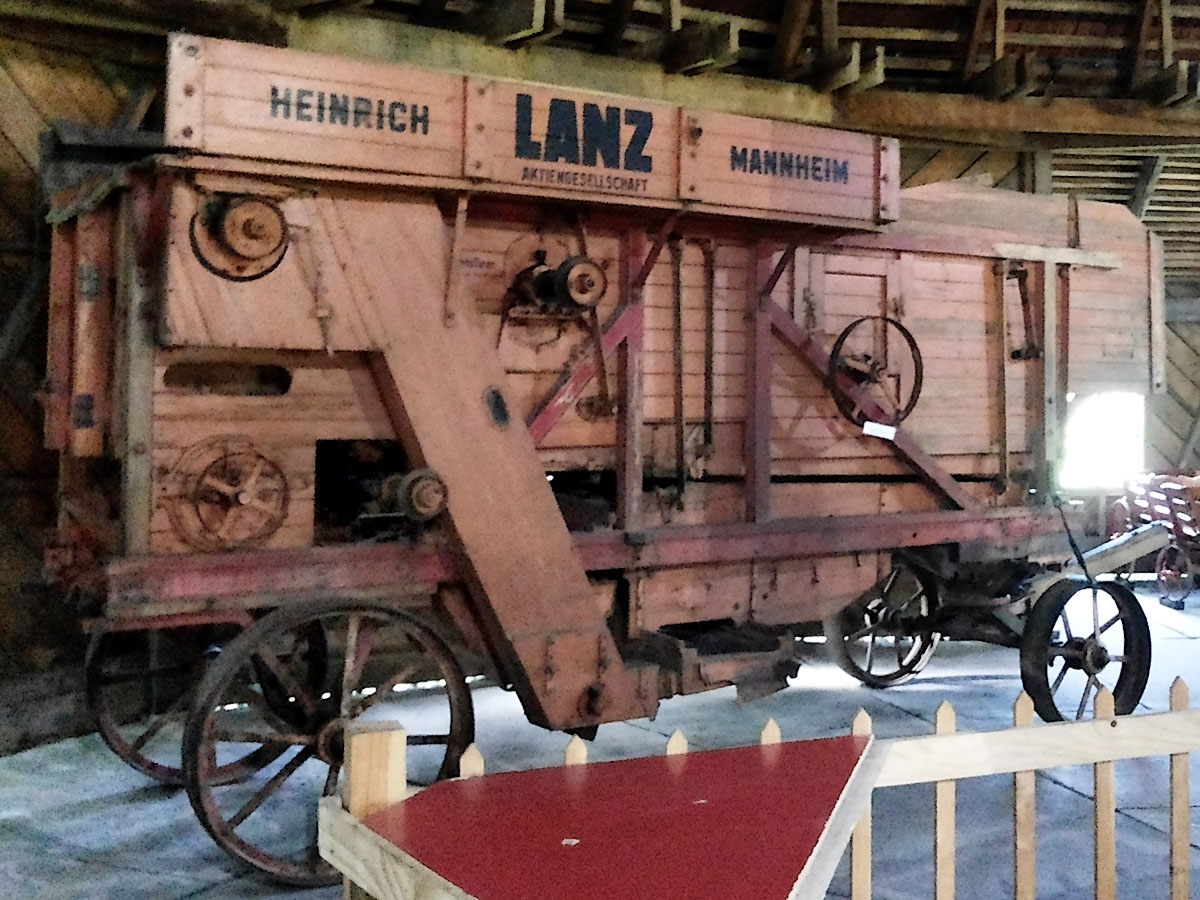
Lanz Dreschmaschine

Maschinen von Lanz erhielten bis zu diesem Zeitpunkt über 70 Auszeichnungen auf europäischen Ausstellungen und über 70.000 Stück waren verkauft. Nach einer Erweiterung des Sortiments durch eine Dampf-Dreschmaschine, die von einer Lokomobile betrieben wurde, sank der noch immer große Anteil an Importware, der vor allem aus englischen Dreschmaschinen bestand, in der Folge immer mehr. Das Unternehmen wurde die größte Landmaschinenfabrik auf dem europäischen Kontinent und beschäftigte mehr als tausend Arbeiter.
Nachdem 1885 die tausendste Dampf-Dreschmaschinen-Garnitur verkauft worden war, erhielten ab 1887 alle Lanz-Maschinen Schutzvorrichtungen, um Unfälle zu vermeiden. Dies stellte eine Pionierleistung dar, der zwischen 1888 und 1899 die ständigen Erweiterungen des Werkes mit der Aufnahme zusätzlicher Produkte folgten. Die „Lanzsche Fabrik“ hatte zunächst ihren Standort in der Mannheimer Schwetzingerstadt in der Nähe des Hauptbahnhofs. Aus Platzgründen wurde sie ab 1888 in den benachbarten Stadtteil Lindenhof verlagert.
Auf der Weltausstellung 1900 in Paris konnte Lanz bereits auf eine vierzigjährige Geschichte zurückblicken und war der größte Hersteller der Branche. So wurden
- über 10.000 Lokomobile für Landwirtschaft und Industrie,
- 7000 große und mehr als 120.000 kleinere Dreschmaschinen,
- 180.000 Futter-Zubereitungsmaschinen,
- 60.000 Göpel für ein bis sechs Pferde und etwa
- 16.000 verschiedene andere Maschinen

ausgeliefert. Die 10.000ste bei Lanz produzierte Maschine leistete 260 PS (191 kW) und war bis 450 PS (330 kW) überlastbar.
Zwei Jahre später folgte die Umstellung der Lokomobilentechnik von Sattdampf auf Heißdampf, was eine höhere Leistung bei geringerem Verbrauch brachte. Am 1. Februar 1905 starb Heinrich Lanz und hinterließ ein Unternehmen mit fast 3000 Arbeitern, dessen Jahresproduktion 900 Dampfdreschsätzen und 1400 Lokomobilen entsprach. Sein letzter Wunsch war die Fertigung von Straßenlokomotiven (Dampftraktoren). Sein Sohn Karl Lanz übernahm danach die Unternehmensleitung und erreichte, dass bis 1906 Lanz-Dreschmaschinen immer größer und leistungsfähiger wurden und zu den besten der Welt gehörten.
Im Folgejahr waren bereits über 20.000 Lokomobile gefertigt. Über 550.000 Maschinen insgesamt hatten seit 1859 das Werk verlassen. Heinrich Lanz letzter Wunsch ging posthum in Erfüllung: Die ersten Lanz-Straßenlokomotiven wurden ausgeliefert.
Beim 50-jährigen Firmenjubiläum von 1909 war bereits die Zahl von 4000 Beschäftigten überschritten. Ein Jahr später folgte die Weltausstellung in Brüssel, auf der Lanz wie bereits in Paris die größte Lokomobile der Welt ausstellte, diesmal mit einer Leistung von 1000 PS (735 kW) netto. Die Maschine erhielt drei Goldmedaillen. Ein Inserat im Jahr 1913 warb für Lokomobile mit Ventilsteuerung „System Lentz“.
Im Jahre 1911 schloss Lanz mit Johann Schütte einen Vertrag zum Bau von Luftschiffen, der zu 22 Luftschiffen führte, die unter dem Firmennamen Schütte-Lanz produziert wurden. Im selben Jahr wurden auch die Rechte an der selbstfahrenden Bodenfräse System Köszegi erworben, deren Produktion im Folgejahr anlief. Der Antrieb bestand aus einem Vierzylinder-Ottomotor mit 70–80 PS (51–59 kW). Dieses Gerät wurde über mehrere Jahre weiterentwickelt.
Im Ersten Weltkrieg von 1914 bis 1918 verlor das Unternehmen viele Beschäftigte, sodass bei Kriegsende von den ehemals 5000 am Ende nur noch 3800 übrig waren.

### 1918 bis 1945
Ab 1921 begann eine neue Ära: Traktoren mit Verbrennungsmotoren sollten die schwerfälligen Dampfmaschinen ablösen. Nach dem Tod von Karl Lanz 1921 im Alter von 48 Jahren stellte der bis dahin unbekannte Ingenieur Fritz Huber einen Rohölmotor mit 12 PS (8,8 kW) und Glühkopfzündung vor. Dieser Glühkopfmotor war der erste Bulldog und lief mit nahezu jedem Treibstoff – vom billigen Rohöl bis zum heimischen Pflanzenöl. Dem „Ur-Bulldog“ folgte 1923 mit dem Typ HP, einem Bulldog mit Allradantrieb und Knicklenkung, eine Maschine, die ihrer Zeit technisch um Jahrzehnte voraus war.
Der Feldmotor, ein Benzintraktor mit 38 PS (28 kW) in Rahmenbauweise, sowie der Felddank, der gleiche Schlepper wie der Feldmotor, jedoch mit einem stehend montierten 2-Zylinder-Glühkopfmotor und 38 PS, sowie die Bulldog-Typen HL und HP waren in den Jahren zwischen 1924 und 1929 in der Herstellung zu teuer. Sie wurden aufgrund von Inflation und Weltwirtschaftskrise ersetzt durch den kostengünstiger zu fertigenden Bulldog Typ HR (zuerst HR2, später wurde hochnummeriert bis HR8). Dieser zuerst mit Verdampfungskühlung, später mit Thermosiphonkühlung ausgerüstete Schlepper mit Hinterradantrieb wurde zum Standardprodukt von Lanz.
Neben dem Bulldog wurden aber weiterhin Dampfmaschinen entwickelt und verkauft, so z. B. die 1922 vorgestellte PE 14, die selbstfahrend und stationär erhältlich war. Die PE 14 lieferte bei einem Betriebsgewicht von 6850 kg rund 14 PS und fuhr maximal 6 km/h.
Aber auch die Landmaschinen-Entwicklung setzte sich fort: 1929 wurde der Stahl-Lanz präsentiert, die erste Dreschmaschine in Ganzstahlbauweise, der 1931 die Schwingkolben-Strohpresse folgte. Lanz stattete mit dem Eilbulldog die Spediteure mit einem zugstarken und schnelllaufenden Transportschlepper aus. Die Luftbereifung wurde eingeführt und ersetzte zunehmend die Elastikbereifung auf der Straße sowie die bis dahin übliche Eisenbereifung auf dem Acker. 1933 wurde der erste Schleuderrad-Kartoffelroder vorgestellt. Ab 1934 wurden Raupen-Bulldogs angeboten.
Die meisten Lanz-Traktoren besaßen eine kuppelbare Riemscheibe, die im Stationärbetrieb zum Treibriemenantrieb einer Vielzahl von Zusatzgeräten (wie Großmahlwerk, Dreschmaschine, Windfege, Ballenpresse, Heu- und Erntegutförderer, Feldhäcksler (Ernteguthäcksler), Steinbrecher, (Brennholz)-Kreissäge, Kegeldornspalter, Wasserpumpe, Werkstattmaschinen etc.) genutzt werden konnte. Somit vereinte der Bulldog die Vorteile einer Acker- und Zugmaschine und eines stationären Antriebsmotors zum Betrieb von Zusatzgeräten.
Im Jahre 1938 erwarb Lanz das Unternehmen Hofherr-Schrantz-Clayton-Shuttleworth (HSCS) mit Werken in Wien und in Prag. Das Wiener Werk wurde in den Jahren nach der Übernahme zur größten Fertigungsstätte für Dreschmaschinen des Lanz-Konzerns ausgebaut. 1943 wurden große Teile der Produktionsfläche für die Rüstungsproduktion beschlagnahmt. Es wurden Akkumulatoren für U-Boote und Teile der V2-Raketen gebaut. Das Wiener Werk wurde nach dem Krieg erst von der sowjetischen Armee und anschließend vom Staat Österreich beschlagnahmt.
Ab 1942 war es Lanz verboten, Traktoren zu verkaufen, die mit flüssigen Brennstoffen angetrieben wurden. Es wurden Holzgas-Traktoren gebaut. Im Zweiten Weltkrieg wurden rund 90 % des Lanz-Werkes zerstört. Doch in den Trümmern ging es weiter: Aus noch vorhandenen Teilen wurden Bulldogs zusammengebaut und bestehende Traktoren und Landmaschinen repariert.
Der Personalbestand entwickelte sich über die Jahre wie folgt.
Die Gefolgschaft, wie das Personal früher in Geschäftsberichten bezeichnet wurde, ist den Aktionärsberichten der Heinrich Lanz AG entnommen.
1905 – ca. 3000,
1909 – ca. 4000,
1914 – ca. 5000,
1918 – ca. 3800,
1932 –  2389,
1933 –  3534,
1934 –  4263,
1935 –  5548,
1936 –  6679,
1937 –  8171,
1938 – 10.478.

### 1945 bis zur Übernahme durch John Deere

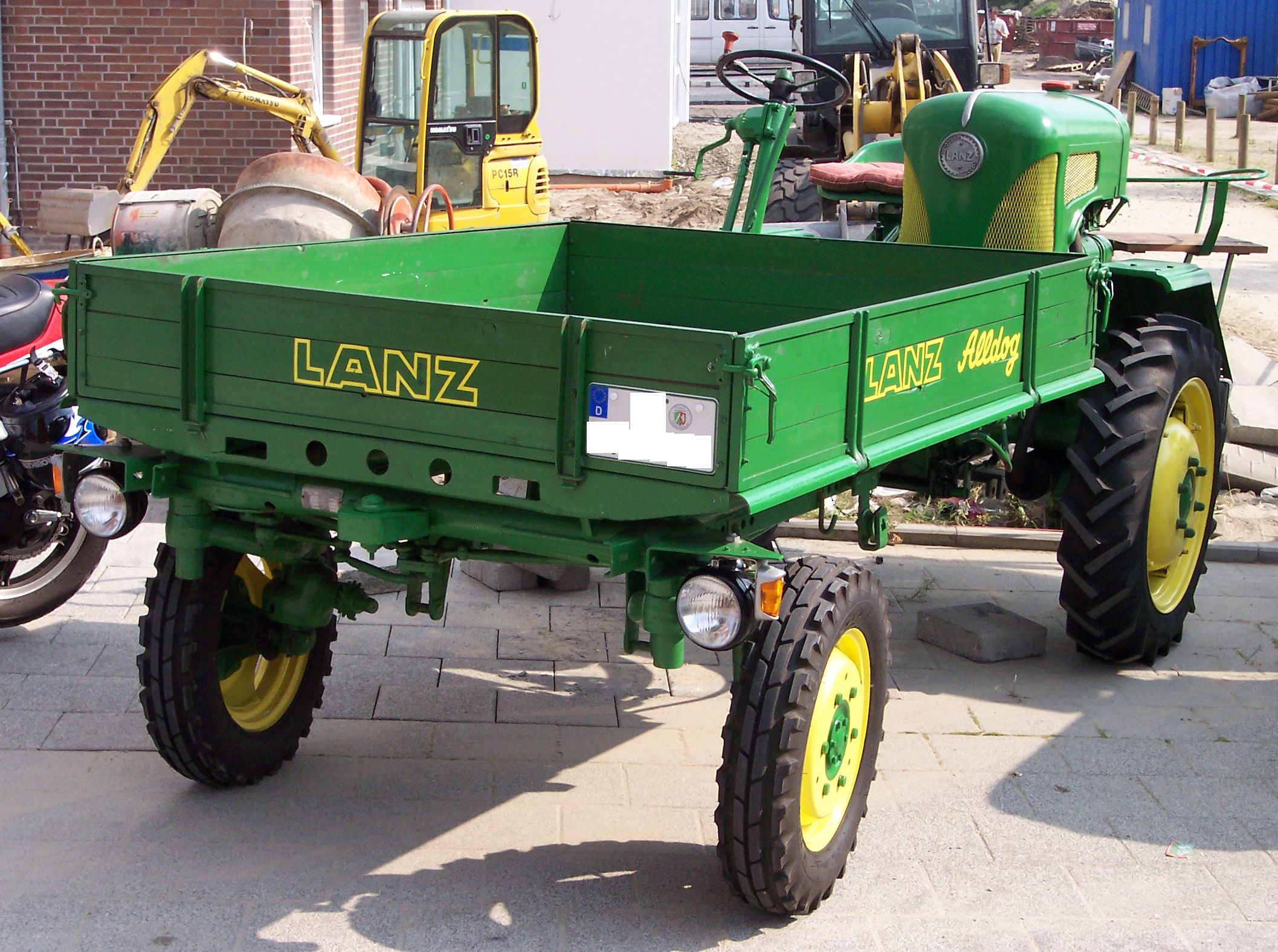
Lanz Alldog A 1806, Bj. 1956– 60, 18 PS, Hubraum: 1250 cm³, Zweizylinder-Viertakt-Dieselmotor

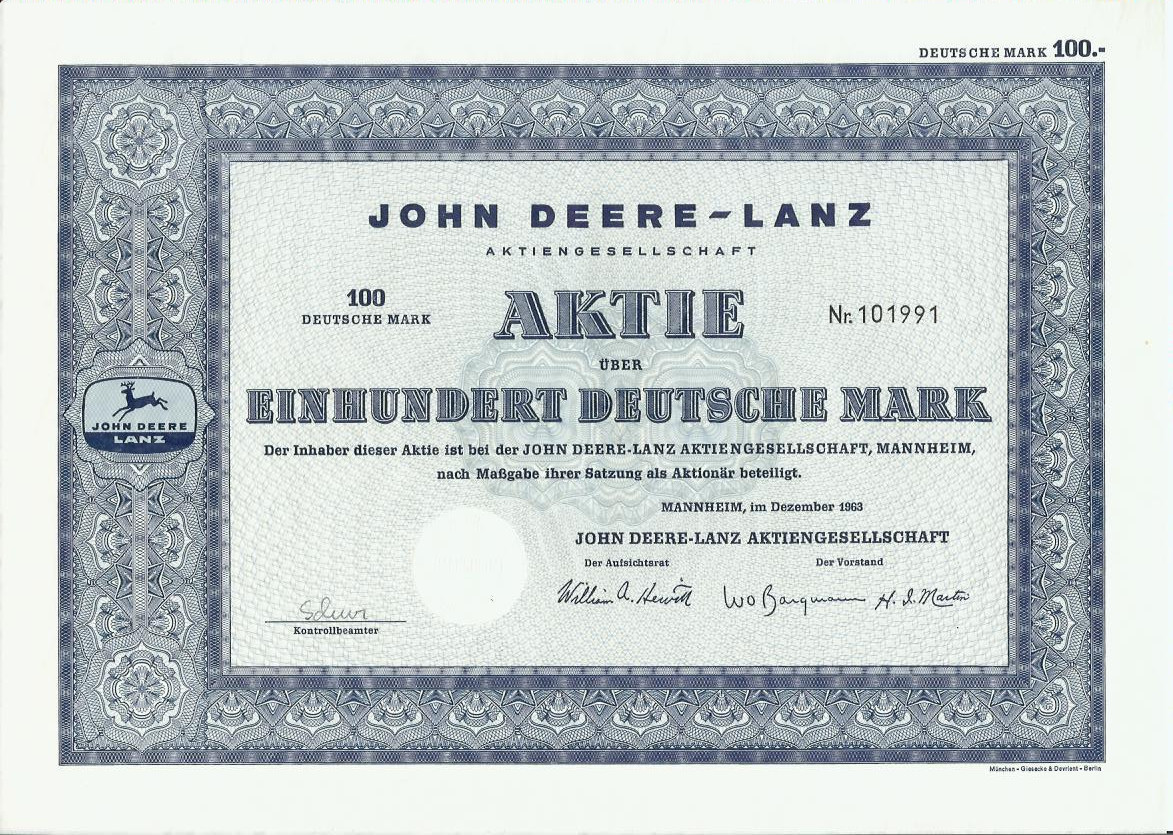
Aktie der John Deere-Lanz AG über 100 DM von 1963

Zwischen 1946 und 1951 werden weiterhin Glühkopf-Lanz gebaut (wie zum Beispiel der D 5506), doch das Ende bahnte sich im Laufe der 1950er Jahre an: Der Glühkopfmotor hatte es immer schwerer, gegen die neuentwickelten Dieselmotoren anzukommen, und verbrauchte zu viel Kraftstoff. Der Geräteträger wurde 1951 auf der DLG in Hamburg als LANZ System vorgestellt und erst später als Lanz Alldog angeboten. Das System war revolutionär, doch der von TWN übernommene Doppelkolbenmotor mit 446 cm³ Hubraum und 12 PS Leistung bei 2800/min war unausgereift. Erst spät wurde ein besser geeigneter Motor von MWM eingebaut, doch konnte dies nicht mehr verhindern, dass diese technisch hochgerüstete Systemmaschine erfolglos blieb.
Ab 1952 wurden Bulldogs mit überarbeitetem Glühkopfmotor angeboten, zunächst auch als Vielstoff-Motor, dann zunehmend als „Halbdiesel“. Diese Motorenausführung wird deshalb heute vielfach mit der Bezeichnung: „Halbdiesel“-Motor gleichgesetzt, wurde aber von Lanz zunächst weiter als Glühkopfmotor betitelt. Der Zwischentyp zwischen Glühkopf- und Dieselmotor, auch Mitteldruckmotor genannt, erreichte sehr gute Verbrauchswerte, doch es blieb das Problem des rüttelnden, unruhigen Einzylindermotors. Die Akzeptanz unter den Bauern sank aufgrund der mehrzylindrigen, laufruhigen Dieselschlepper der Konkurrenz.
Im Jahre 1953 wurde der 150.000 Bulldog ausgeliefert, ein Jahr später wurde der erste selbstfahrende Mähdrescher MD240S angeboten. Auch der letzte Großbulldog aus der HR-Reihe wurde im selben Jahr mit Mitteldruckmotor angeboten. Ab 1955 wurden die Motoren der Bulldogs von Lanz als „LANZ-Diesel-Motor“ beworben, auch die ab 1952 gebauten „Halbdiesel“-Motoren. Die letzte Bauform der Lanz-Motoren wird heute „Volldiesel“-Motor genannt, sie hatte weiterhin einen  liegenden Zylinder und wurde nach dem Zweitaktverfahren betrieben. Der Zylinderkopf war weitgehend ungekühlt.
Nachdem 200.000 Bulldogs gebaut waren, verkaufte 1956 die Süddeutsche Bank, ein Vorläufer der Deutschen Bank, ihre Aktienmehrheit von 51 % an der Heinrich Lanz AG für 115 % oder insgesamt 21,114 Mio. DM an das US-Unternehmen John Deere & Company, das den Standort Mannheim zu seinem europäischen Sitz ausbaute. 1957 wurde die letzte Bulldog-Konstruktion vorgestellt, der D4016 mit 40 PS (29 kW). 1958 wechselte die Lanz’sche Hauslackierung Blau-Rot zum Grün-Gelb von John Deere, und der erste moderne mehrzylindrige Dieselschlepper wurde entwickelt. 1960 wurde die Heinrich Lanz AG Mannheim in John Deere-Lanz AG umbenannt. In Mannheim endete 1960 die Bulldog-Produktion mit Einführung der John-Deere-LANZ-Traktoren 300 und 500 mit Vierzylinder-Dieselmotor. Bei Lanz Iberica im spanischen Getafe wurden noch bis 1962 Bulldogs gefertigt. Die John Deere-(Lanz)-Schlepper ersetzten sukzessive die gesamte Bulldog-Baureihe; große Modelle wurden zunächst noch aus den USA importiert. Maschinen aus den Werken Mannheim und Zweibrücken trugen noch einige Jahre den Schriftzug „John Deere-LANZ“. Die Verwendung des Markennamens „Lanz“ endete mit der Auszahlung der letzten Lanz-Aktionäre im Jahr 1967. In diesem Zuge wurde der Firmenname „John Deere-Lanz AG“ in „John Deere Werke Mannheim, Zweigniederlassung der Deere & Company“ umbenannt. Die John Deere-Lanz Verwaltungs-AG beschränkte sich von da an auf die Vermietung und Verpachtung des Mannheimer Werkes an John Deere & Co. Auf der Hauptversammlung am 22. August 2011 wurde schließlich beschlossen, die verbliebenen Aktionäre der John Deere-Lanz Verwaltungs-Aktiengesellschaft gegen Zahlung von 638,24 Euro je Aktie zwangsabzufinden.

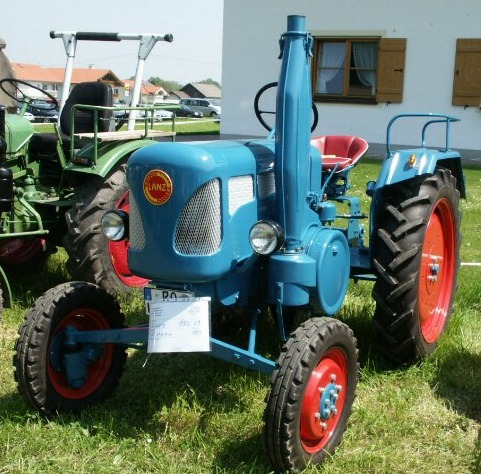
Lanz Bulldog  D1906, Baujahr 1955, 19 PS, Hubraum: 2256 cm³, „Halbdiesel“
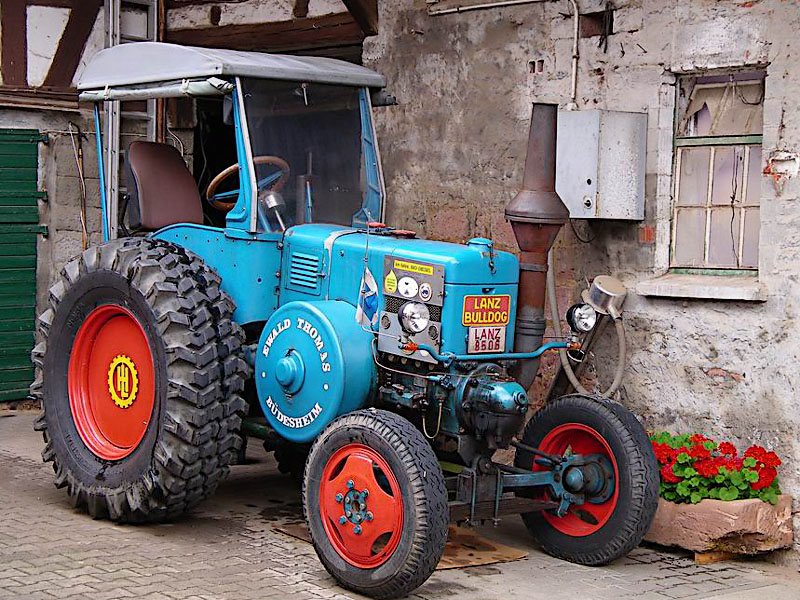
Lanz Bulldog D 8506, Baujahr 1951, 35 PS, Hubraum: 10,3 Liter, Vielstoff-Glühkopfmotor
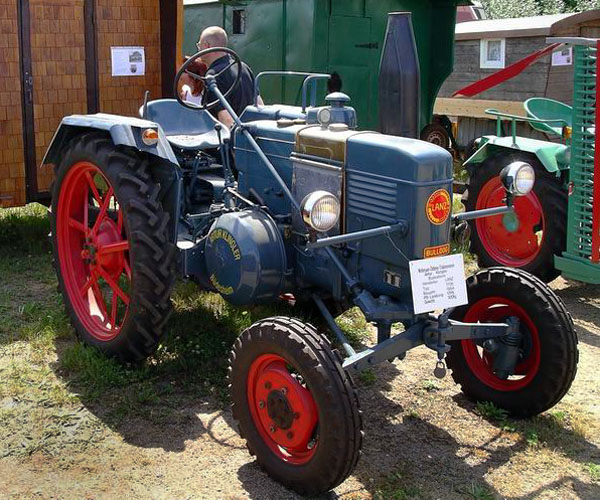
Lanz Bulldog D1706, Bj. 1952–55, 17 PS, Hubraum: 2256 cm³, „Halbdiesel“-Glühkopf
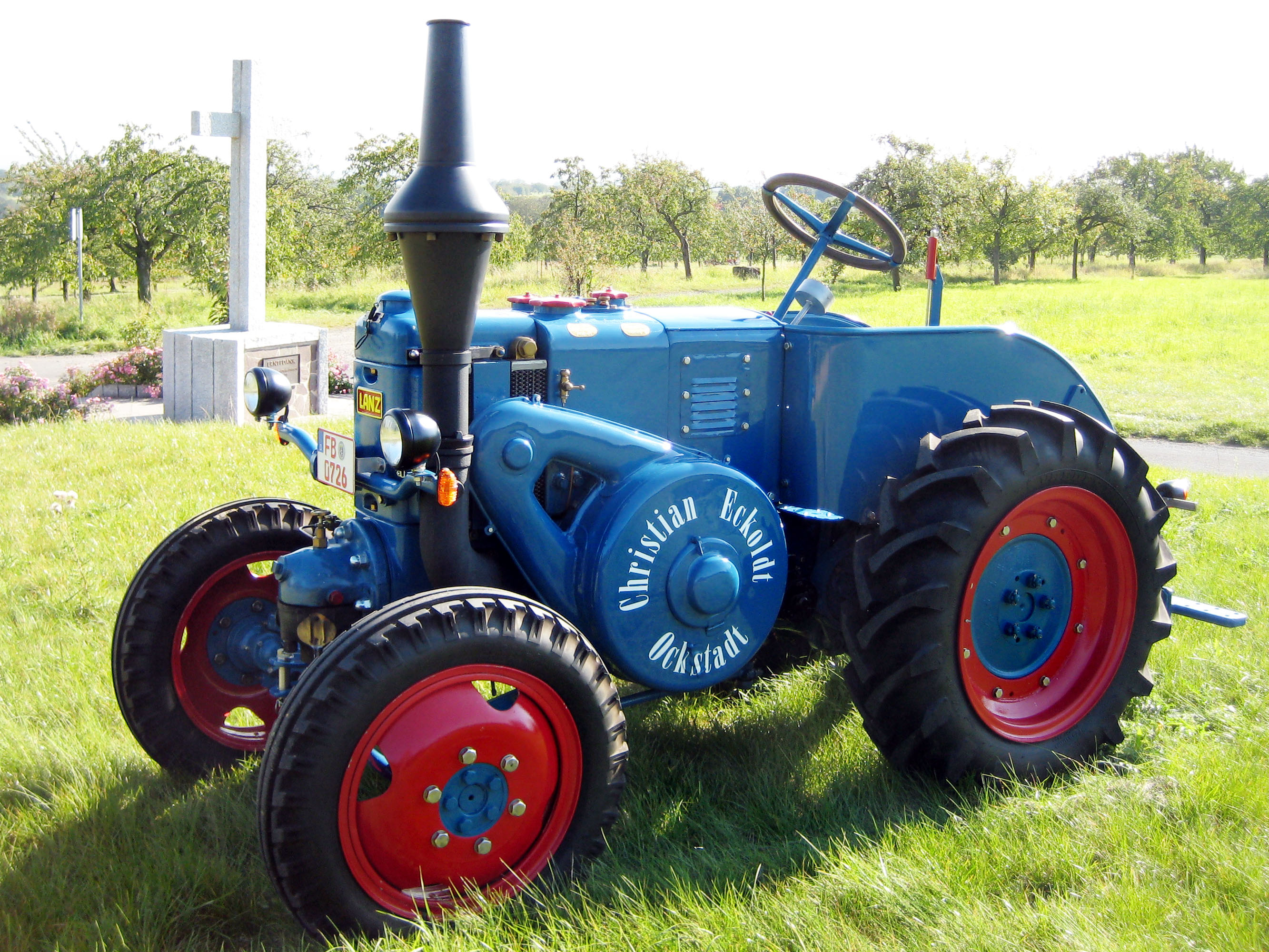
Lanz Bulldog D7506/3, Baujahr 1939, 25 PS, Hubraum: 4,7 Liter, Vielstoff-Glühkopfmotor
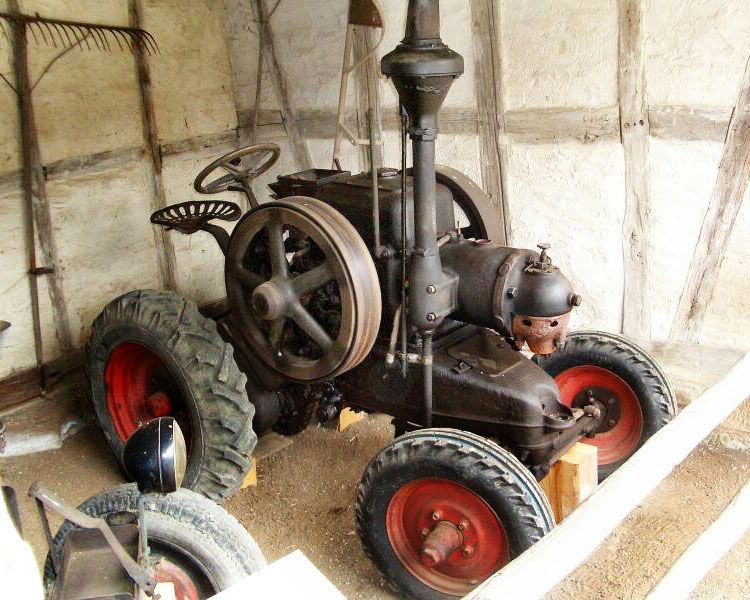
Lanz Bulldog HL, Baujahr 1928, 12 PS, Hubraum: 6234 cm³, (Techn. Daten in Bildbeschreibung)
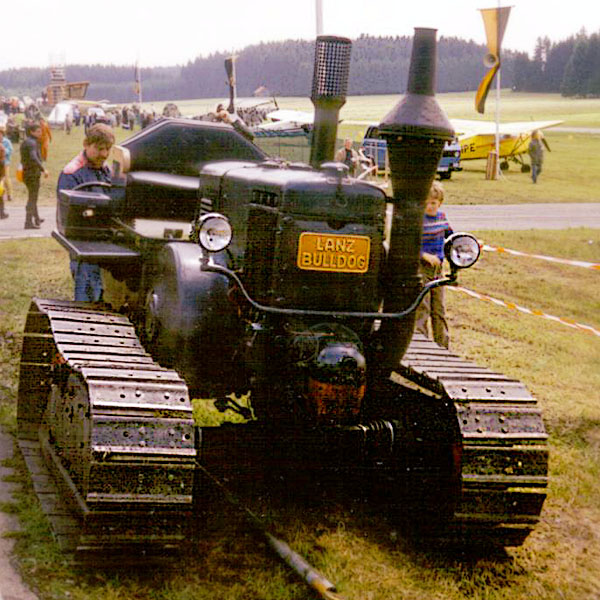
Lanz Bulldog-Raupe D7567, 55 PS, Hubraum: 10,3 Liter, Bj. um 1940, Vielstoff-Glühkopfmotor
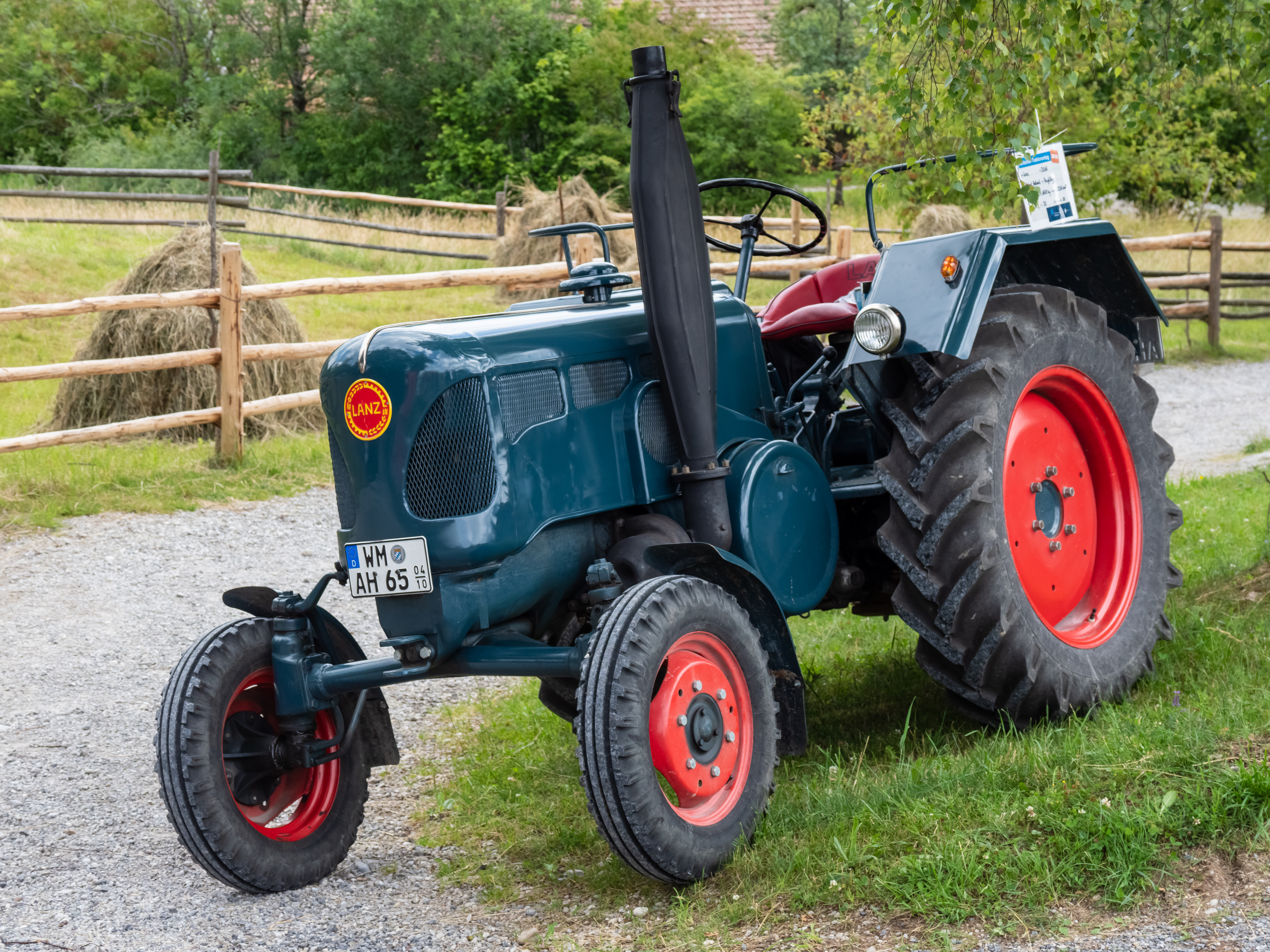
Lanz D 2016 Baujahr 1955–1960, 20 PS, Hubraum: 2256 cm³ „Volldiesel“

## Museale Erhaltung
Zahlreiche erhaltene Lanz-Modelle sind im vom sogenannten Lanz-Leo (eigentlich Leo Speer, † 2016) gegründeten Lanz-Museum Mitterrohrbach zu besichtigen. Auch das John-Deere-Forum in Mannheim besitzt einige Exemplare.